# Lars-Åke Lagrell
Lars-Åke Lagrell (* 20. Januar 1940 in Älmeboda bei Växjö; † 21. September 2020 in Jönköping) war ein schwedischer Fußballfunktionär und Politiker.

## Werdegang
Lagrell betätigte sich beim IK Cyrus in Jönköping sportlich. 1974 startete er seine Funktionärslaufbahn als Vorsitzender des Fußballverbandes von Småland und rückte 1980 in den Vorstand des Schwedischen Fußballverbandes SvFF auf. 1985 gab er dieses Amt zugunsten des Postens des Generalsekretärs des SvFF auf und legte 1986 auch den Vorsitz des småländischen Verbandes nieder. Bis zu seiner Wahl zum Präsidenten des SvFF 1991 war er als Generalsekretär tätig.
Ab 1986 engagierte sich Lagrell auch auf internationaler Ebene für den Fußballsport. Während seiner Zeit als SvFF-Generalsekretär setzte er sich als Mitglied der UEFA-Kommission für Futsal auch für die Entwicklung dieser Randsportart ein; zwischen 1996 und 2000 saß er zudem in der UEFA-Kommission für Klubwettbewerbe. 2002 ernannte ihn Göran Persson zum Landshövding (Regierungspräsidenten) der Provinz Kronobergs län, bis 2006 blieb er im Amt. Die parallele Ausübung der beiden Ämter war umstritten, da beide Aufgaben großen Zeitaufwand verlangen. 2004 war er des Weiteren Mitglied des Verwaltungsrates der für die Ausrichtung der Europameisterschaft 2004 zuständigen Euro 2004 S.A.
Im Dezember 2010 verkündete Lagrell seinen Abschied als Verbandsvorsitzender für das Jahr 2012.